# 三木駅 (神戸電鉄)
三木駅（みきえき）は、兵庫県三木市末広一丁目にある、神戸電鉄粟生線の駅である。駅番号はKB53。
旧市街の中心駅となっている。

## 歴史
- 1938年（昭和13年）1月28日：三木電気鉄道が三木東口駅（現 三木上の丸駅）から当駅まで延伸され、三木福有橋駅として開業[1][5]。
- 1947年（昭和22年）1月9日：三木電気鉄道が神戸有馬電気鉄道に合併し、神有三木電気鉄道（現在の神戸電鉄）の駅となる[5]。
- 1951年（昭和26年）12月28日：当駅から電鉄小野駅（現：小野駅）まで延伸され、途中駅となる[5]。
- 1954年（昭和29年）1月1日：電鉄三木駅に改称[1][5]。
- 1972年（昭和47年）：駅舎（下りホーム側）を一部改築[1]。
- 1988年（昭和63年）4月1日：三木駅に改称[1][5]。
- 2001年（平成13年）3月28日：構内踏切を撤去し、上下線の改札口を分離[1]。
- 2018年（平成30年）
  - 3月4日：近隣住宅で発生した火災の延焼により、下りホーム側駅舎が全焼[6][7]。
  - 3月5日：下りホーム使用停止[8][7][9]。
  - 3月9日：下りホームの使用を再開[8][9]。
- 2020年（令和2年）9月30日：新駅舎の外観を「モダン風（斬新・現代風）」に決定[10]。
- 2022年（令和4年）
  - 3月28日：新駅舎使用開始[11]。決定時は2021年12月の予定[10]だったが、着工遅れにより変更されていた。
  - 5月12日：駅構内に三木市観光協会が移転[12]。

## 駅構造

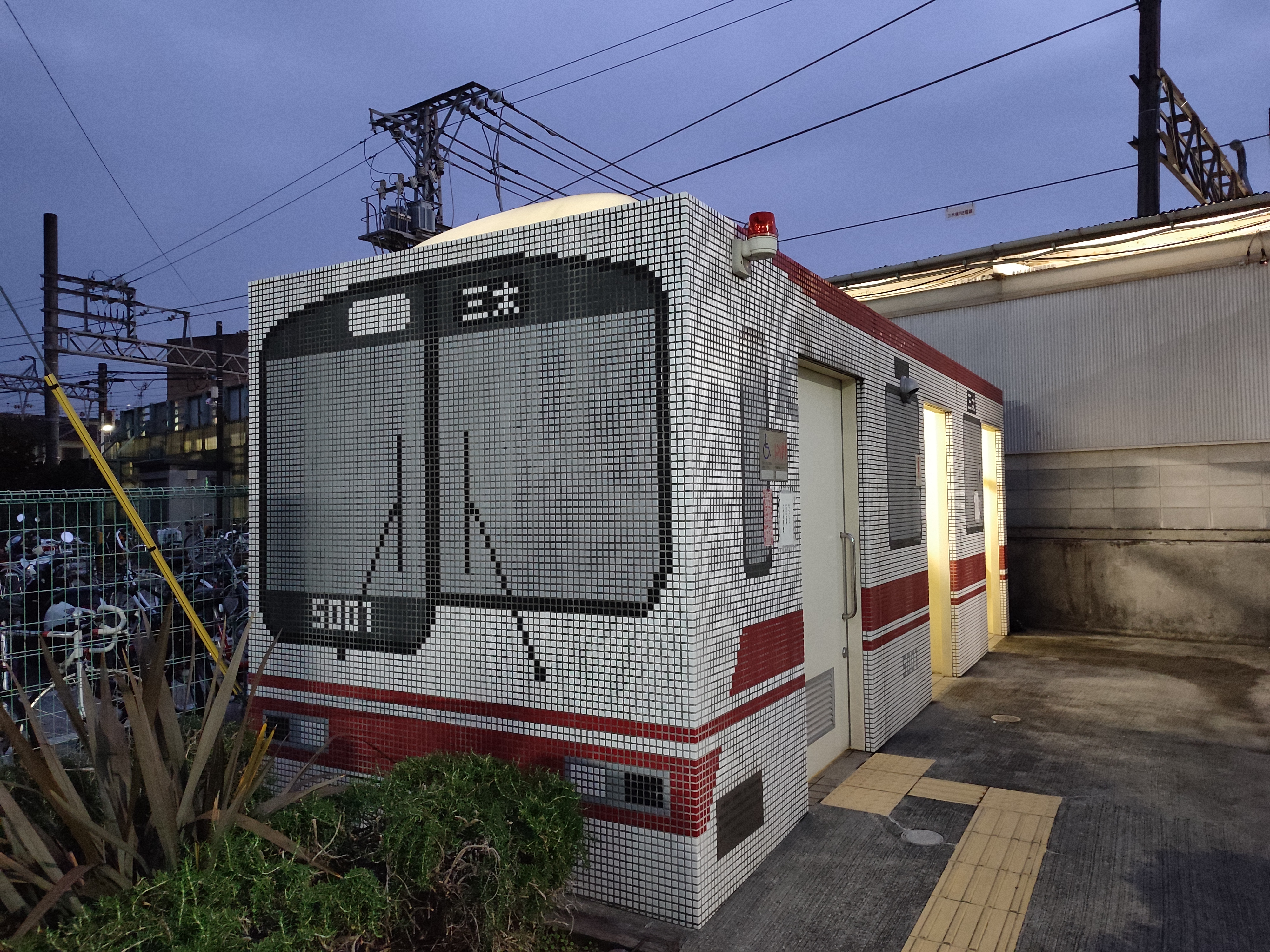
5000系電車を模したデザインの公衆トイレ

相対式ホーム2面2線の行違い可能な地上駅である。なお、ホーム有効長は4両である。
鈴蘭台方に4連対応の引上線がある。この引上線は2番線からしか出入りできない。
無人駅。駅舎（改札口）は上下線ホームとも粟生寄りにある。かつては駅に構内踏切があったが、粟生線の4両編成対応工事に伴い撤去されると共に、上り線側にも駅舎が新設され改札口が分離された。トイレは、上り線側の駅舎外に5000系電車を模したデザインの公衆トイレが設置されているほか、下り線側の新駅舎内東側にもバリアフリートイレが設けられている。また旧駅舎時代は、下りホームにもトイレがあった。
下り線側には開業年の1938年（昭和13年）竣工の木造モルタル造り・平屋建ての駅舎が長年に渡り存在したが、前述のように2018年3月4日に近隣の民家を火元とする火災で延焼したことにより全焼した。鎮火後の点検では線路・架線に問題はなかったが、下り線側の駅舎内にある安全システムが焼損したため下り線が使用できず、翌5日から同月8日までは暫定的に2番ホームのみを使用した1面1線となっていた。3月9日に下りホーム上に仮設の改札口を設置して利用を再開し、通常ダイヤに復旧した。その後、神戸電鉄・三木市などにより焼失した駅舎の再建が検討され、2020年8月15日から9月15日にかけて「三木駅デザイン総選挙」と銘打ち駅舎の外観を選ぶコンテストを行い、3案の中から1つ投票する方式で最多投票を獲得した「モダン風（斬新・現代風）」に決定したことを2020年9月30日に発表した。駅舎再建のために市内外から約1億2,300万円の寄付を受け、2021年8月に着工し2022年3月28日に落成、同時に使用開始されている。なお、この新駅舎は鉄骨2階建てで、旧駅舎共々焼失した民家及び美嚢川の畔にあった福有薬局旧店舗の敷地の区画整理も兼ねて建てられており、正面が旧駅舎の西側から南側に変更されたほか、駅前には駐車場やバス・タクシー乗り場を含むロータリーが設けられている。
2022年5月12日には、中央公民館近くにあった三木市観光協会が駅構内の西側1階に移転した。

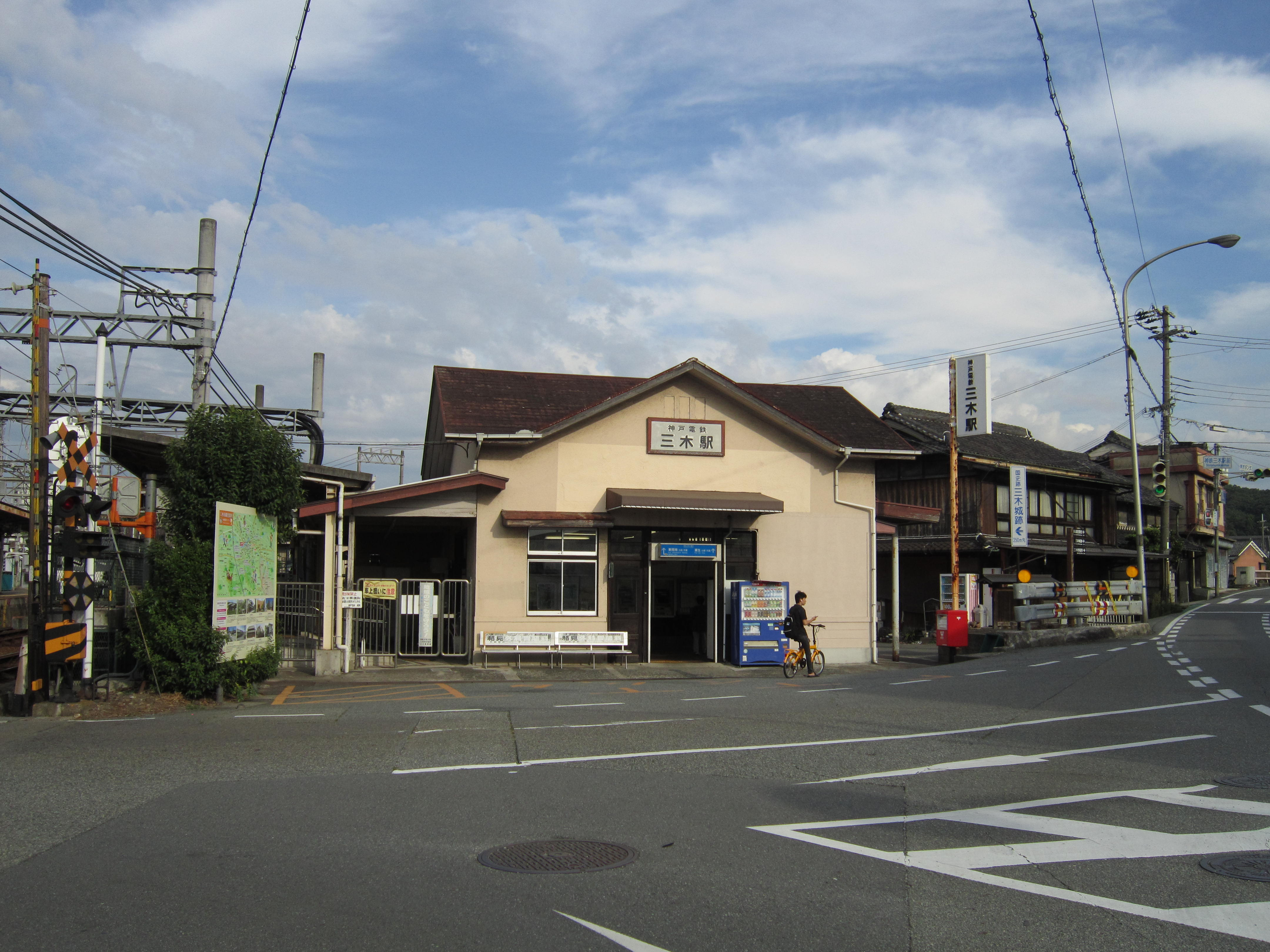
焼失前の下り線側旧駅舎 （2017年）
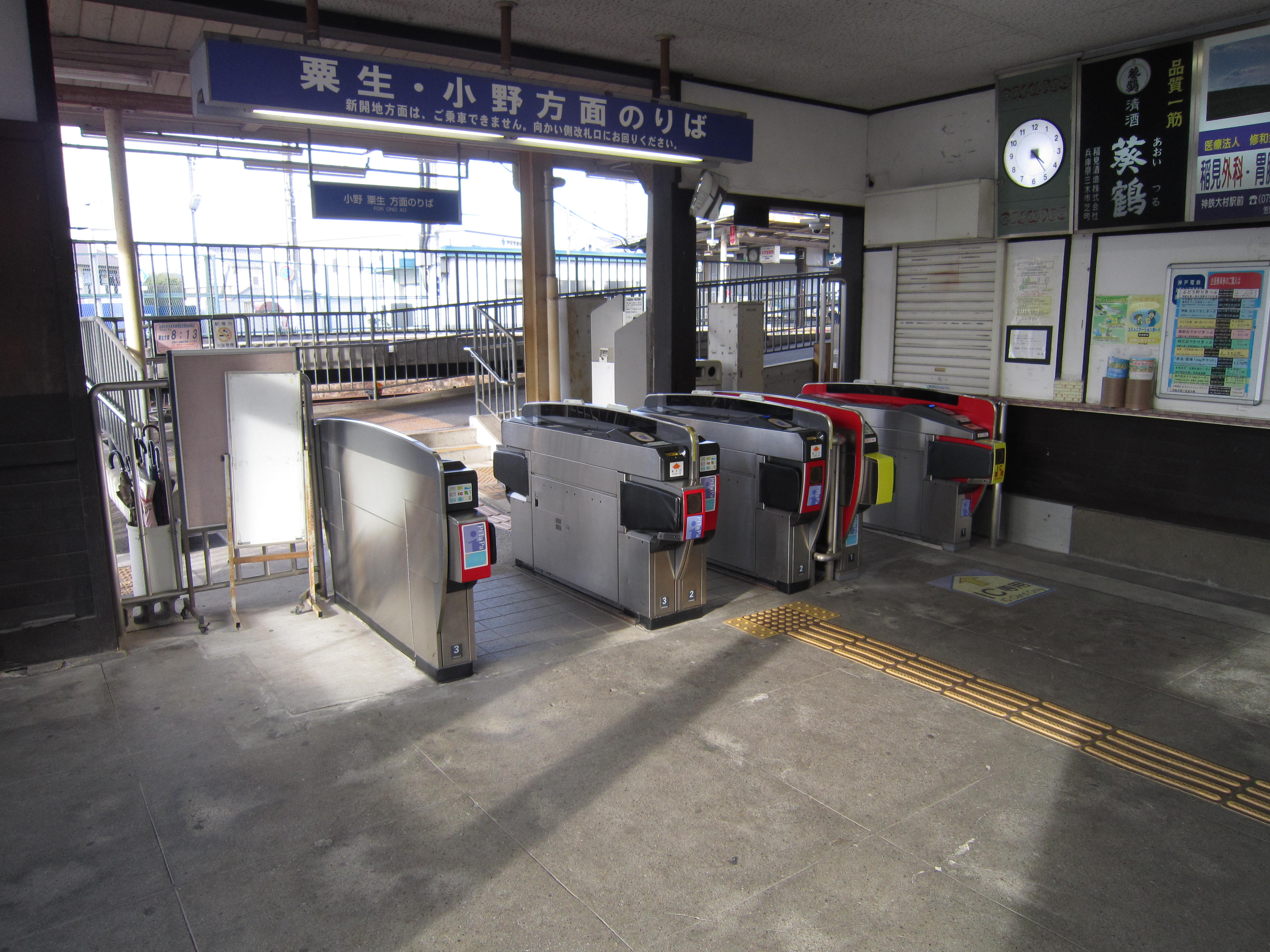
焼失前の下り線側旧駅舎内 （2017年9月）
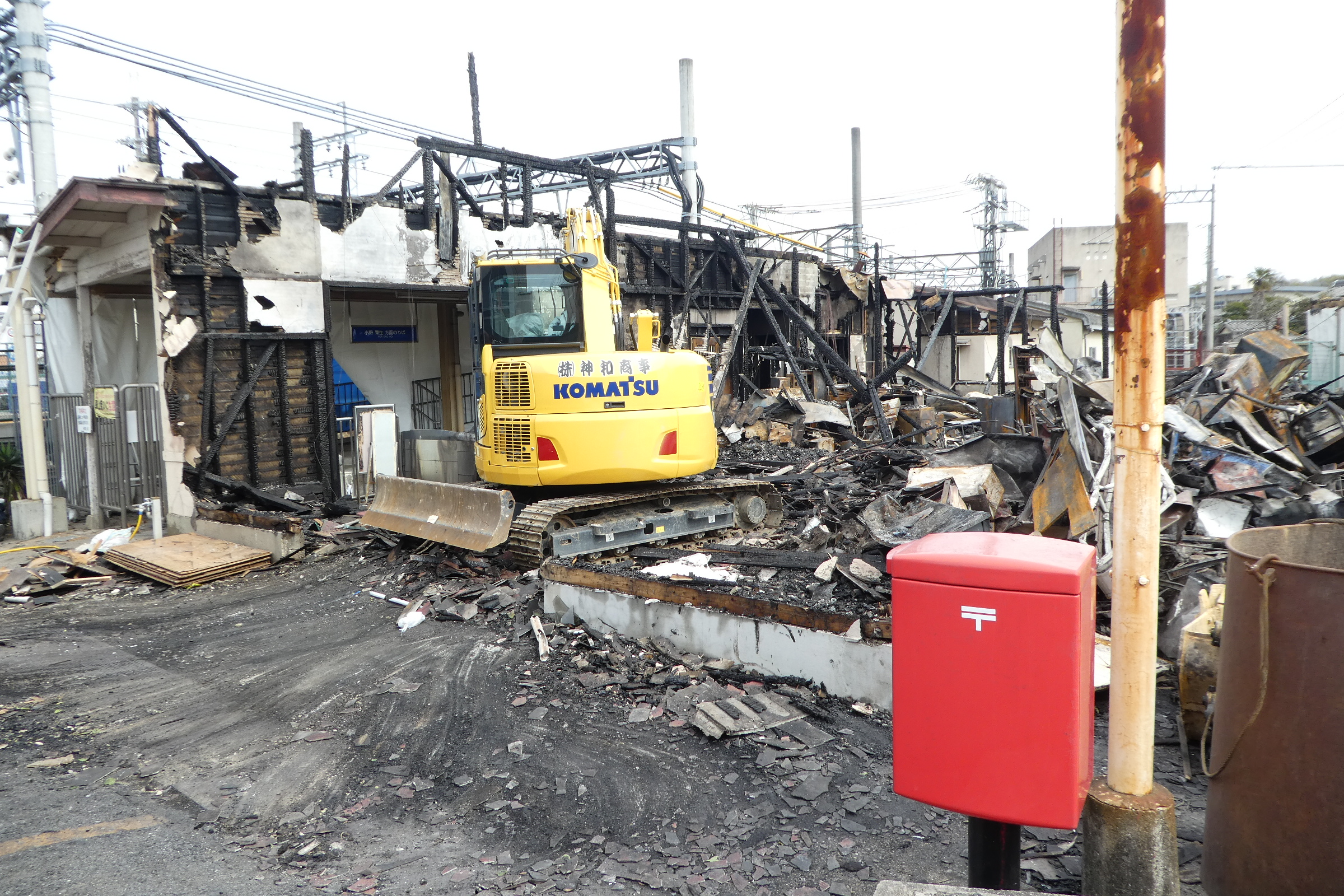
焼失した下り線側旧駅舎 （2018年3月7日）
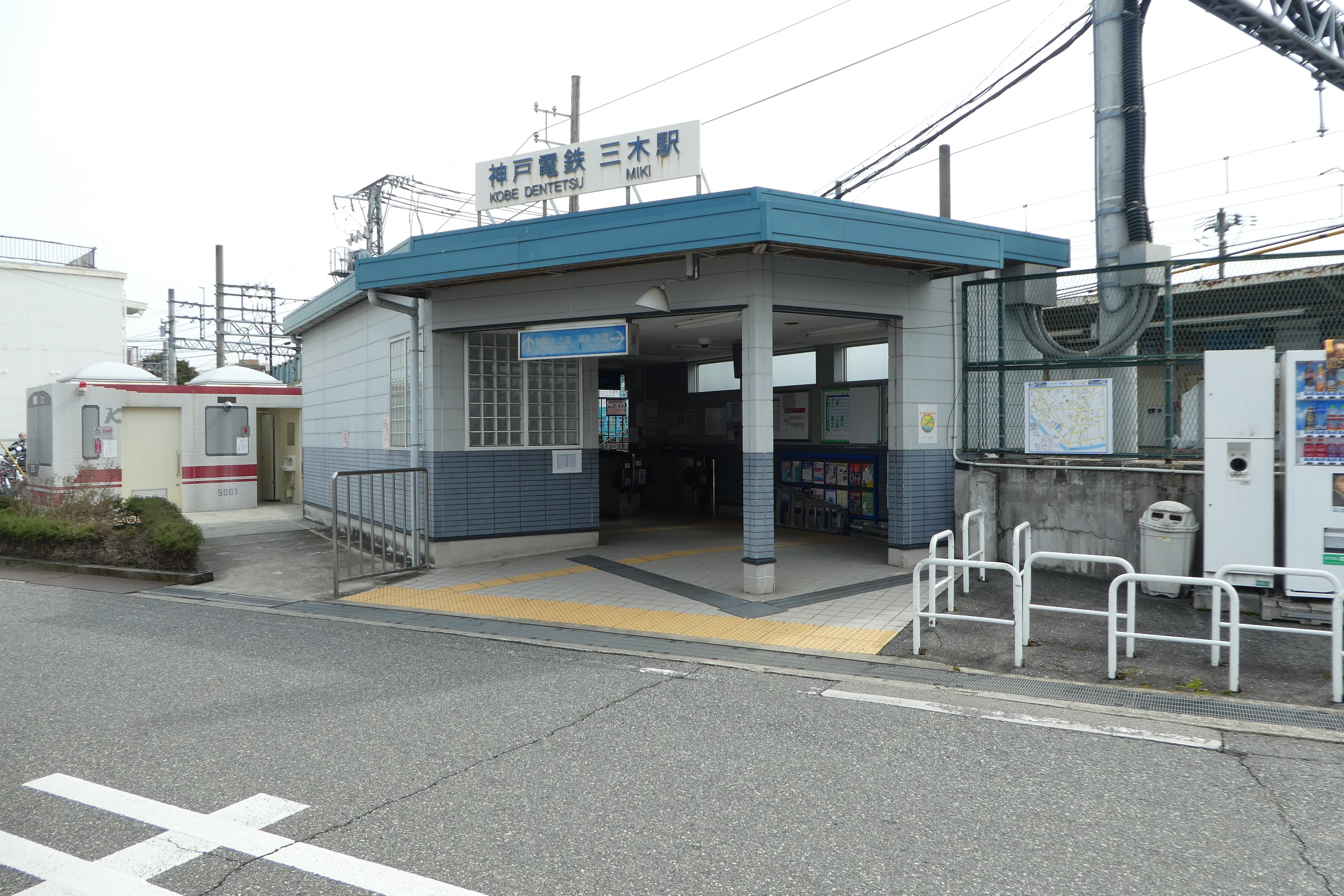
上り線側駅舎（2018年3月） （駅舎の左には5000系電車を模したデザインの公衆トイレがある）
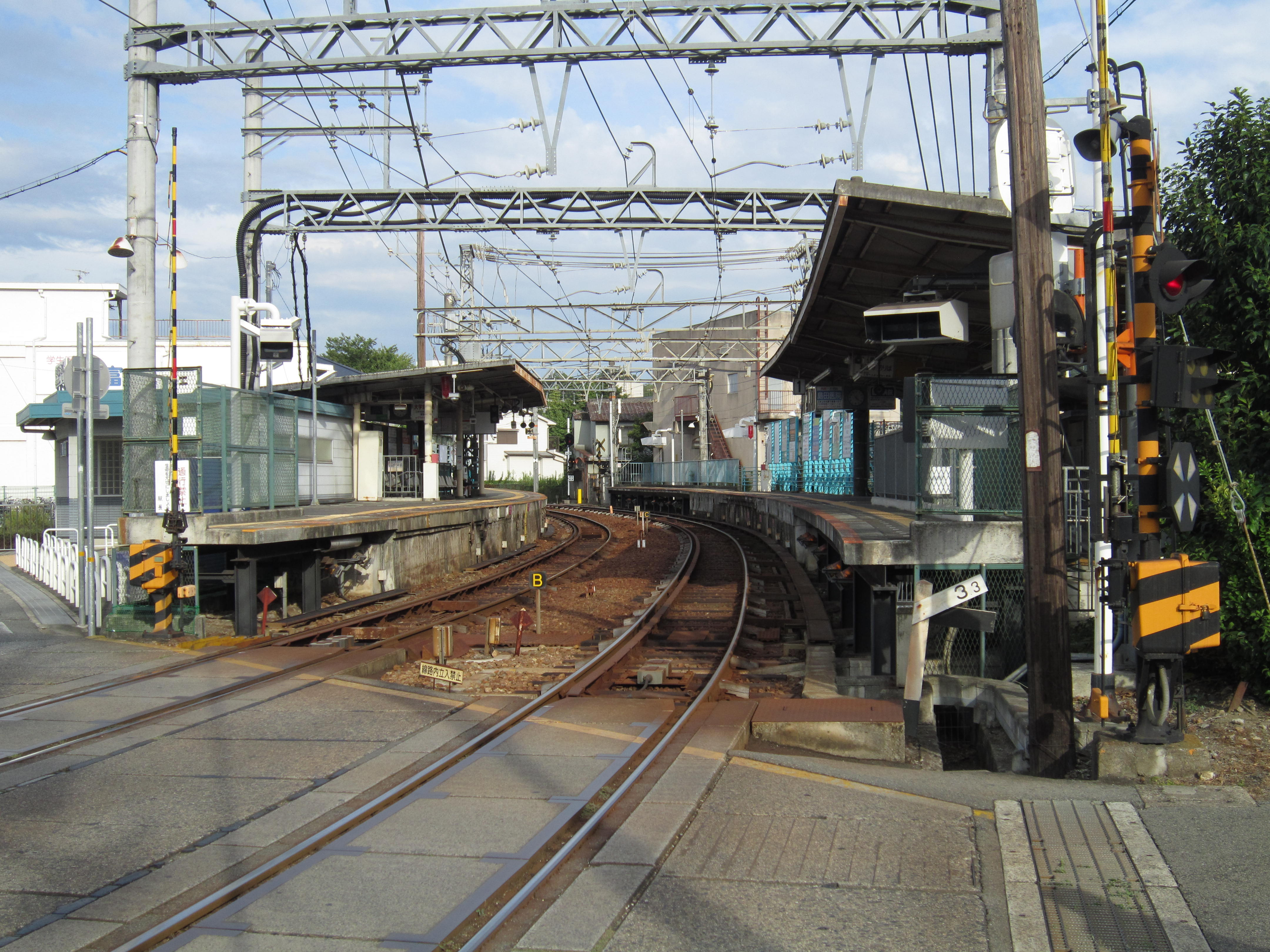
粟生方の踏切からホームを見る
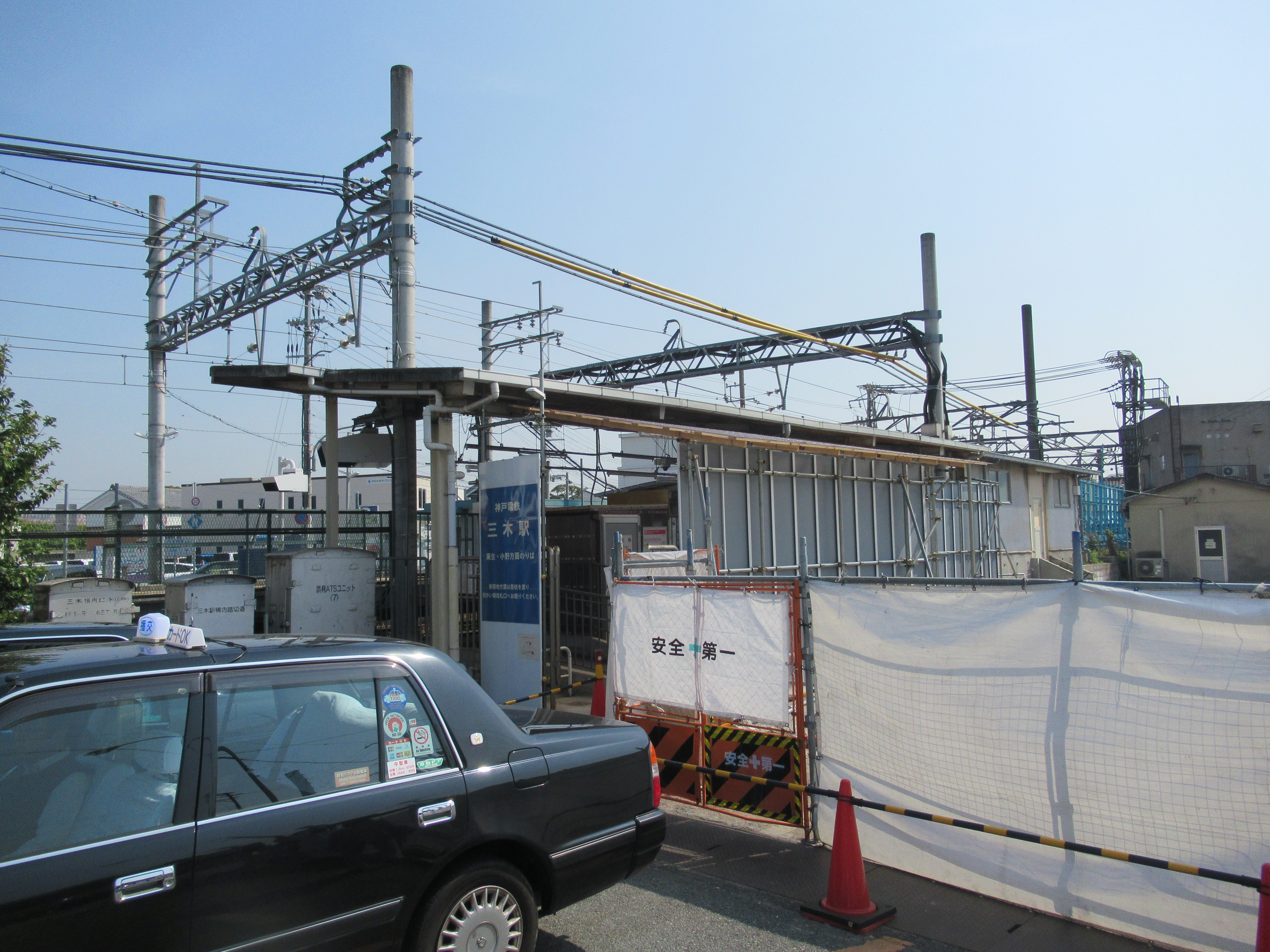
焼失後の下り線側旧駅舎の跡（2018年4月）

### のりば
| 乗り場 | 路線   | 方向 | 行先       |
| ------ | ------ | ---- | ---------- |
| 1      | 粟生線 | 下り | 粟生方面   |
| 2      | 粟生線 | 上り | 新開地方面 |

付記事項
- 2番線は両方向の入線・出発に対応している。
- 下りの1列車（新開地23時20分発の三木止まり準急、列車番号23323列車3両編成）のみ夜間停泊となるため、この列車が2番線に入線する唯一の下り列車である。
- 日中中心に設定されている三木駅発着便は1番線に到着後、先発の上り列車（当駅28分発の電車で粟生駅始発列車）を待避した後、鈴蘭台方へ引き上げてから2番線に入線する。
- 3両編成2本が夜間停泊されていたが、2020年3月のダイヤ改正に伴う運用変更発生により、3両編成が1本（2番線）と4両編成1本（1番線）に変更されている。

## 利用状況
1日あたりの乗車人員 729人（2021年）
近年の1日平均乗車人員は下表のとおりである。
| 年次               | 1日平均 乗車人員 |
| ------------------ | ---------------- |
| 2002年（平成14年） | 1,392            |
| 2003年（平成15年） | 1,312            |
| 2004年（平成16年） | 1,240            |
| 2005年（平成17年） | 1,189            |
| 2006年（平成18年） | 1,175            |
| 2007年（平成19年） | 1,137            |
| 2008年（平成20年） | 1,109            |
| 2009年（平成21年） | 1,022            |
| 2010年（平成22年） | 970              |
| 2011年（平成23年） | 956              |
| 2012年（平成24年） | 948              |
| 2013年（平成25年） | 915              |
| 2014年（平成26年） | 907              |
| 2015年（平成27年） | 888              |
| 2016年（平成28年） | 880              |
| 2017年（平成29年） | 879              |
| 2018年（平成30年） | 866              |
| 2019年（令和元年） | 852              |
| 2020年（令和02年） | 738              |
| 2021年（令和03年） | 729              |

## 駅周辺
駅前にはロータリーがなかったが、新駅舎の建設と同時に設けられている。周辺は旧市街地であり古い町並みが残っているほか、商業も大規模店などが複数立地している。
名勝・旧跡・レジャー
- 大宮八幡宮
- 玉置家住宅
- リバーサイドパーク
- 三木ホースランドパーク

公共施設
以前は三木市民病院もあったが、小野市に新たにできた北播磨総合医療センターに統合され、廃院となった。
- 中央公民館
- 三木市立市民活動センター
- 三木警察署 本町交番
- 三木税務署

文教施設
- 兵庫県立三木高等学校[1]
- 三木市立三木中学校
- 三木市立三樹小学校

保育施設
- 神和認定こども園
- 神和ひまわりルーム
- リトルエンゼル

郵便局・金融機関
- 三木福井郵便局、三木末広郵便局
- みのり農業協同組合 三木支店
- 三井住友銀行 三木支店・緑が丘支店（旧神戸銀行→太陽神戸銀行→太陽神戸三井銀行→さくら銀行） - 三木市指定金融機関
  - ※2021年2月8日より、緑が丘支店が移転し共同店舗となる。
- 但馬銀行 三木支店
- みなと銀行 三木支店
- 山陰合同銀行 北播磨支店（空中店舗、ATMなし）
- 尼崎信用金庫 三木支店
- 播州信用金庫 三木支店
- 日新信用金庫 三木支店
- 中兵庫信用金庫 三木支店
- 兵庫県信用組合 三木支店

## バス路線
駅前に、神鉄三木駅・福有橋バス停（2022年6月1日に福有橋から変更）が設置されている。三木市内の中では発着本数が比較的多く、各方面への路線バスが発着する。また、駅の西側には末広橋停留所がある。
| のりば             | 運行事業者                  | 路線名・系統・行先 |
| 神鉄三木駅・福有橋 | 神鉄三木駅・福有橋          | 神鉄三木駅・福有橋 |
| ------------------ | --------------------------- | --- |
| 1                  | 神姫バス                    | - 030系統：厄神駅 - 032系統：別所小学校前 - 063系統：朝日ヶ丘 - 077系統：恵比須駅（左回り） |
| 1                  | 神姫ゾーンバス              | - 056系統：恵比須駅 - 059系統：青山5丁目 - 072系統：恵比須駅（左回り） |
| 1                  | - 神姫バス - 神姫ゾーンバス | 050系統：健康福祉センター（よかたん） |
| 2                  | 神姫バス                    | - 急行：三宮 - 快速：三宮・海上アクセスターミナル - 015系統：淡河・道場南口駅・三田駅 - 016系統：吉川図書館前 - 017系統：みなぎ台 - 036系統：明石駅 - 082系統：西神中央駅 - 108系統：戸田東口 - 115系統：三田駅 - 117系統：吉川図書館前                        |
| 3                  | 神姫バス                    | - 急行： 社（車庫前）・西脇市役所（西脇営業所） - 快速：三木営業所 - 015系統・16系統・17系統・30系統・32系統・82系統：三木営業所 - 036系統：社（車庫前） - 063系統：市役所前 - 076系統：恵比須駅（右回り） - 108系統・115系統・117系統：北播磨総合医療センター |
| 3                  | 神姫ゾーンバス              | - 056系統：細川町公民館 - 059系統：三木営業所 - 071系統：恵比須駅（右回り） |
| 3                  | - 神姫バス - 神姫ゾーンバス | 050系統：健康福祉センター（よかたん） |
| 末広橋             |                             | |
| –                  | 神姫バス                    | - 076系統：恵比須駅（右回り） - 077系統：恵比須駅（左回り） |
| –                  | 神姫ゾーンバス              | 103系統：青山5丁目・伽耶院口 / 北播磨総合医療センター |

## 隣の駅
神戸電鉄
■粟生線
■準急・■普通
三木上の丸駅 (KB52) - 三木駅 (KB53) - 大村駅 (KB54)